# 伍斯特 (印地安納州科西阿斯科縣)
伍斯特（英語：Wooster）是位於美國印地安納州科西阿斯科縣的一個非建制地區。該地的面積和人口皆未知。